# Conura shemaida
Conura shemaida är en stekelart som beskrevs av Gérard Delvare 1992. Conura shemaida ingår i släktet Conura och familjen bredlårsteklar. Inga underarter finns listade i Catalogue of Life.